# 평택1로
평택1로(Pyeongtaek 1-ro) 평택시 신평동 평택역오거리 에서 통복동  검찰청입구사거리 를 잇는 도로이다.

## 주요 경유지
경기도
- 평택시 (통복동 . 비전동)

## 노선
| 이름             | 접속 노선               | 소재지 | 소재지 | 비고 |
| ---------------- | ----------------------- | ------ | ------ | ---- |
| 평택역오거리     | 평택로 평택2로 중앙2로  | 평택시 | 통복동 |      |
| 농협사거리       | 중앙로                  | 평택시 | 통복동 |      |
| (이름없음)       | 중앙1로                 | 평택시 | 통복동 |      |
| 검찰청입구사거리 | 국도 제1호선 (경기대로) | 평택시 | 비전동 |      |

## 주요 시설및 건물
- 하나은행 평택금융센터 (평택1로 5/평택동 62-5)
- 할리스커피 평택점 (평택1로 11/평택동 65-10)
- CU 평택중앙점 (평택1로 14/평택동 37-21)
- 농협 평택축산농협 통복지점 (평택1로 43/통복동 82-7)
- 농협 평택농협 본점 (평택1로 45/통복동 82-4)
- 농협 평택하나로마트 본점 (평택1로 45/통복동 82-4)
- 도로교통공단 평택운전면허센터 (평택1로 48/비전동 630-12)
- 통복동공영주차장 (평택1로 55/통복동 81-8)
- 경기도평택교육지원청 (평택1로 80/비전동 458)
- GS25 평택에듀타운점 (평택1로 96/비전동 449-2)